# Constitución de Bolivia de 2009
La Constitución Política del Estado Plurinacional de Bolivia de 2009 es el decimonoveno texto constitucional en la historia republicana de Bolivia. Entró en vigencia el 7 de febrero de 2009, fecha en que fue publicada en la Gaceta Oficial de Bolivia, luego de ser promulgada por el expresidente Evo Morales tras ser aprobada en un referéndum con un 90,24 % de participación. La consulta fue celebrada el 25 de enero de 2009 y el voto aprobatorio alcanzó un 61,43 % del total, es decir, 2 064 417 votos. El "no", por su parte, alcanzó 1 296 175 sufragios (es decir, un 38,57 %). Los votos en blanco sumaron 1,7 % y los nulos, un 2,61 %.
La nueva constitución reemplazó la Constitución de Bolivia de 1967
, aprobada durante el gobierno de René Barrientos Ortuño.

## Antecedentes
Tras la Masacre de Octubre en el año 2003, lo que ocasionó la renuncia y huida del presidente Gonzalo Sánchez de Lozada, los pedidos de la población boliviana se acrecentaron y  se transformaron en un clamor nacional, en cuanto a un Referéndum sobre los hidrocarburos y una Asamblea Constituyente; por lo que le correspondió al presidente Carlos Mesa llevar adelante una reforma de la Constitución, con la promulgación de la Ley 2650, legitimando el mecanismo de la Asamblea Constituyente para poder realizar una reforma total de la Constitución de Bolivia de 1967. Por lo que el 20 de febrero de 2004, se promulgó la reforma a la Constitución que incluyó como mecanismos de deliberación y gobierno del pueblo a la Asamblea Constituyente, la Iniciativa Legislativa Ciudadana y el Referendo, lo cual permitía una reforma mucho más importante que en 1995, que solo reconocía a Bolivia como una nación multicultural y pluriétnica.
Fue en 2005, durante el gobierno de Eduardo Rodríguez Veltzé que se promulgó la Ley 3091, ley que convocó a las elecciones de los integrantes de la Asamblea Constituyente; y en 2006 mediante Ley 3364 se convocó el inició de la Asamblea Constituyente y designó elecciones uninominales por los 70 distritos utilizados por la Cámara de Diputados, y elecciones plurinominales de cinco electores de cada departamento.
El 2 de julio de 2006, en el gobierno de Evo Morales, se logró realizar la elección de 255 constituyentes, por lo que el 6 de agosto de 2006 se instaló por primera vez en Sucre la Asamblea Constituyente.

## Contexto y promulgación
Tras ser pospuesto en dos ocasiones, el 25 de enero de 2009 se realizó el referéndum constitucional convocado por el congreso del país. En el referéndum se votó de manera popular la aprobación del nuevo texto constitucional, y la redacción de este artículo sobre el latifundio. Los resultados otorgaron un 61,43 % de votos favorables a la aprobación de la nueva constitución y un 80,65 % de votos favorables a la opción que establece un máximo de propiedad de 5000 hectáreas por ciudadano (limitación que rige a partir de la promulgación, pero que no modifica a las numerosas propiedades mayores de esa cifra existentes anteriormente a 2009).
Finalmente, en febrero de 2009 la nueva constitución fue promulgada por el expresidente Evo Morales en un multitudinario evento en la ciudad de El Alto. En el juramento, Morales dio su misión «por cumplida» pronunciando la siguiente frase:

"Algunos grupos permanentemente intentaron sacarme del Palacio. Ustedes saben, algunos grupos permanentemente intentaron matarme. Ahora quiero decirles: pueden sacarme del Palacio, pueden matarme, misión cumplida con la refundación de una nueva Bolivia unida"

En el mismo juramento también habló de la «refundación del país»:

"Es impresionante lo que estamos haciendo: de la rebelión de nuestros antepasados a la revolución democrática y cultural, a la refundación de Bolivia y a la reconciliación entre originarios milenarios y originarios contemporáneos"

Y tras firmar el nuevo documento, lo promulgó diciendo:

"En este día histórico proclamo promulgada la nueva constitución política del Estado boliviano, la vigencia del estado plurinacional unitario, social y, económicamente, el socialismo comunitario."

Con el objeto de adecuarse a las nuevas disposiciones de la constitución, Morales renovó su gabinete creando los ministerios de Autonomía, Culturas, y de Transparencia y Lucha contra la Corrupción.

## Composición
El texto constitucional se divide en cinco amplias partes:
- Primera Parte: Bases Fundamentales del Estado, Derechos, Deberes y Garantías
- Segunda Parte: Estructura y Organización Funcional del Estado
- Tercera Parte: Estructura y Organización Territorial del Estado
- Cuarta Parte: Estructura y Organización Económica del Estado

- Quinta Parte: Jerarquía Normativa y Reforma de la Constitución

Cada parte se divide en títulos y éstos en capítulos. Algunos capítulos también están divididos en secciones. En total la constitución cuenta con 411 artículos.

## Preámbulo
En tiempos inmemoriales se erigieron montañas, se desplazaron ríos, se formaron lagos. Nuestra amazonia, nuestro chaco, nuestro altiplano y nuestros llanos y valles se cubrieron de verdores y flores. Poblamos esta sagrada Madre Tierra con rostros diferentes, y comprendimos desde entonces la pluralidad vigente de todas las cosas y nuestra diversidad como seres y culturas. Así conformamos nuestros pueblos, y jamás comprendimos el racismo hasta que lo sufrimos desde los funestos tiempos de la colonia.

El pueblo boliviano, de composición plural, desde la profundidad de la historia, inspirado en las luchas del pasado, en la sublevación indígena anticolonial, en la independencia, en las luchas populares de liberación, en las marchas indígenas, sociales y sindicales, en las guerras del agua y de octubre, en las luchas por la tierra y territorio, y con la memoria de nuestros mártires, construimos un nuevo Estado.
Un Estado basado en el respeto e igualdad entre todos, con principios de soberanía, dignidad, complementariedad, solidaridad, armonía y equidad en la distribución y redistribución del producto social, donde predomine la búsqueda del vivir bien; con respeto a la pluralidad económica, social, jurídica, política y cultural de los habitantes de esta tierra; en convivencia colectiva con acceso al agua, trabajo, educación, salud y vivienda para todos.
Dejamos en el pasado el Estado colonial, republicano y neoliberal. Asumimos el reto histórico de construir colectivamente el Estado Unitario Social de Derecho Plurinacional Comunitario, que integra y articula los propósitos de avanzar hacia una Bolivia democrática, productiva, portadora e inspiradora de la paz, comprometida con el desarrollo integral y con la libre determinación de los pueblos.
Nosotros, mujeres y hombres, a través de la Asamblea Constituyente y con el poder originario del pueblo, manifestamos nuestro compromiso con la unidad e integridad del país.
Cumpliendo el mandato de nuestros pueblos, con la fortaleza de nuestra Pachamama y gracias a Dios, refundamos Bolivia.

Honor y gloria a los mártires de la gesta constituyente y liberadora, que han hecho posible esta nueva historia.
Preámbulo, Nueva Constitución Política del Estado

## Principales puntos

### Reconocimiento indígena

La Wiphala, bandera tradicional de algunos pueblos andinos, es reconocida también como símbolo del Estado en la Constitución de 2009, artículo 6 (II).

La nueva constitución establece, entre otros cambios:
- Una cuota de parlamentarios indígenas, la que se establecerá por circunscripciones a definirse por ley.[16]
- Un sistema judicial indígena campesino, al mismo nivel que la justicia ordinaria, junto con un nuevo Tribunal Constitucional plurinacional que tendrá que elegir miembros de los dos sistemas.[16][2]
- El derecho a la autonomía y el autogobierno indígena, junto con el reconocimiento oficial de sus entidades territoriales e instituciones.[17]
- Propiedad exclusiva de los indígenas de los recursos forestales de su comunidad.[9]

### Reivindicación marítima
La constitución plantea lo siguiente:

Artículo 267

I. El Estado boliviano declara su derecho irrenunciable e imprescriptible sobre el territorio que le dé acceso al océano Pacífico y su espacio marítimo.
II. La solución efectiva al diferendo marítimo a través de medios pacíficos y el ejercicio pleno de la soberanía sobre dicho territorio constituyen objetivos permanentes e irrenunciables del Estado boliviano.
Segunda Parte, Título VIII, Capítulo Cuarto: Reivindicación Marítima, Nueva Constitución Política del Estado (p. 62)

### Autonomía y organización territorial
En la constitución se establecen cuatro niveles de administración: departamental (en departamentos), regional (en provincias), municipal (en municipios) y territorios indígena originarios campesinos.
La nueva autonomía implica además la elección directa de las autoridades y el derecho a administrar sus recursos naturales. En contraparte, la oposición ha señalado que estas reformas dividen al país en 36 territorios, junto con restarle a los departamentos sus competencias autonómicas.

### Administración de tierras y latifundio
La nueva constitución prohíbe el latifundio, y, de acuerdo a los resultados obtenidos en el referéndum dirimitorio, no se permitirá la apropiación de más de cinco mil hectáreas de terreno. Al respecto, el texto establece lo siguiente:

Artículo 398 (opción B)

Se prohíbe el latifundio y la doble titulación por ser contrarios al interés colectivo y al desarrollo del país. Se entiende por latifundio la tenencia improductiva de la tierra; la tierra que no cumpla la función económica social; la explotación de la tierra que aplica un sistema de servidumbre, semiesclavitud o esclavitud en la relación laboral o la propiedad que sobrepasa la superficie máxima zonificada establecida en la ley. En ningún caso la superficie máxima podrá exceder de cinco mil hectáreas.
Cuarta Parte, Título II, Capítulo Noveno: Tierra y Territorio, Nueva Constitución Política del Estado (p. 92)

Se estableció que estos límites de tierra no serán retroactivos.

### Derechos
La nueva constitución reconoce en casi 100 artículos los derechos de los grupos sociales del país, incorporando un lenguaje de género que iguala en condiciones a bolivianas y bolivianos. Entre las novedades, establece como servicios básicos el agua potable, alcantarillado, la electricidad, el gas domiciliario, el servicio postal y los servicios de telecomunicaciones, estableciendo como una responsabilidad del Estado la provisión de estos servicios, aunque algunos podrán ser proveídos mediante empresas privadas. Además, convierte el acceso al agua y el alcantarillado en derechos humanos, siendo estos servicios que no serán objeto de privatización o concesión.

### Economía
En el nuevo texto se establece un modelo económico social y comunitario constituido por organizaciones estatales, privadas y sociales cooperativas, que garantiza la iniciativa privada y la libertad de empresa y establece como uno de los roles de las organizaciones estatales administrar los recursos naturales y sus procesos asociados, junto con los servicios públicos que la constitución establece como derechos.
Respecto a la inversión privada, se pasa a privilegiar la nacional frente a la extranjera, y promueve en la economía cooperativa la participación de cooperativas y grupos sin fines de lucro.

### Estado
Se establece a Bolivia como un estado plural y unitario:

Artículo 1

Bolivia se constituye en un Estado Unitario Social de Derecho Plurinacional Comunitario, libre, independiente, soberano, democrático, intercultural, descentralizado y con autonomías. Bolivia se funda en la pluralidad y el pluralismo político, económico, jurídico, cultural y lingüístico, dentro del proceso integrador del país.
Primera Parte, Título I, Capítulo Primero: Modelo de Estado, Nueva Constitución Política del Estado (p. 2)

El estado pasa a organizarse en cuatro poderes: Ejecutivo, Legislativo, Judicial y Electoral.
Bolivia también pasa a convertirse en un «estado pacifista» que rechaza la guerra, aunque se reserva el derecho a la «legítima defensa». El texto constitucional prohíbe la instalación de bases militares extranjeras en el país.
Se establece que la constitución es la norma suprema del estado boliviano, y se declaran como idiomas oficiales a 36 lenguas indígenas además del español. Todos los gobiernos departamentales del país deberán utilizar, como idiomas oficiales, una de éstas lenguas además del español.

Artículo 5

I. Son idiomas oficiales del Estado el castellano y todos los idiomas de las naciones y pueblos indígena originario campesinos, que son el aymaray Quechua
II. El Gobierno plurinacional y los gobiernos departamentales deben utilizar al menos dos idiomas oficiales. Uno de ellos debe ser el castellano, y el otro se decidirá tomando en cuenta el uso, la conveniencia, las circunstancias, las necesidades y preferencias de la población en su totalidad o del territorio en cuestión. Los demás gobiernos autónomos deben utilizar los idiomas propios de su territorio, y uno de ellos debe ser el castellano.
Primera Parte, Título I, Capítulo Primero: Modelo de Estado, Nueva Constitución Política del Estado (p. 2)

La constitución asigna el papel de capital del país a Sucre, no señalándose a La Paz en el texto. Sin embargo, y debido a que el Palacio Quemado (sede del poder ejecutivo boliviano) se encuentra en La Paz, esta última pasa a convertirse en la capital administrativa de facto, mientras que Sucre se mantiene como la capital histórica constitucional.

Artículo 6

I. Sucre es la Capital de Bolivia.
II. [...]
Primera Parte, Título I, Capítulo Primero: Modelo de Estado, Nueva Constitución Política del Estado (p. 3)

### Recursos naturales
Los recursos naturales pasaron por derecho constitucional a manos del estado:
{{cita|
Artículo 349

### Religión
A diferencia de la constitución anterior, en la actual la religión católica perdió su carácter de oficial.
Se establece la libertad de religión y credo, y la independencia del estado de la religión.
El texto establece el derecho a la vida, pero sin especificar si éste aplica desde la fecundación, lo que a criterio de grupos conservadores podría permitir la legalización del aborto.

### Elecciones
Respecto a la reelección, la constitución establece lo siguiente:

Artículo 168

El periodo de mandato de la Presidenta o del Presidente y de la Vicepresidenta o del Vicepresidente del Estado es de cinco años, y pueden ser reelectas o reelectos de manera continua por una sola vez.
Segunda Parte, Título II, Capítulo Primero, Sección II: Presidencia y Vicepresidencia del Estado, Nueva Constitución Política del Estado (p. 40)

La constitución anterior permitía la reelección pero solamente tras haber concurrido un período presidencial. La nueva constitución también instala el mecanismo de la segunda vuelta en caso de que ninguna candidatura obtenga una mayoría contundente (sobre el 50% de los votos, o sobre el 40% con una ventaja de 10% frente a la segunda candidatura), la que deberá realizarse en un plazo de 60 días.
El nuevo mecanismo sustituirá al anterior, el que establecía una votación por parte del Congreso Nacional para decidir al candidato ganador. La constitución también establece la figura de la revocación, permitiendo someter a referendo algún cargo que esté objetado.
El texto incluye además el requerimiento de referendos populares para aprobar algunos temas sensibles, lo que se establece en el siguiente artículo:

Artículo 258

I. [...]

II. Requerirán de aprobación mediante referendo popular vinculante previo a la ratificación los tratados internacionales que impliquen:
1. Cuestiones limítrofes.
2. Integración monetaria.
3. Integración económica estructural.
4. Cesión de competencias institucionales a organismos internacionales o supranacionales, en el marco de procesos de integración.
Cuarta Parte, Título VIII, Capítulo Primero: Relaciones internacionales, Nueva Constitución Política del Estado (p. 60)

### Coca
Un cambio importante en la nueva constitución es la introducción de todo un artículo dedicado a la coca. El artículo señala:

Artículo 384

El Estado protege a la coca originaria y ancestral como patrimonio cultural, recurso natural renovable de la biodiversidad de Bolivia, y como factor de cohesión social; en su estado natural no es estupefaciente. La revalorización, producción, comercialización e industrialización se regirá mediante la ley.
Cuarta Parte, Título II, Capítulo Séptimo, Sección II: Coca, Nueva Constitución Política del Estado (p. 89)

## Leyes Estructurales
Para la adecuada aplicación de la nueva Constitución Política del Estado fueron aprobadas las siguientes leyes estructurales:
- Ley Marco de Autonomías y Descentralización "Andrés Ibáñez
- Ley del Tribunal Constitucional Plurinacional
- Ley del Órgano Judicial
- Ley del Órgano Electoral Plurinacional
- Ley del Régimen Electoral